# Björkboda
Björkboda är en bruksort i Dragsfjärd på Kimitoön i Egentliga Finland.

## Samhället
Björkboda är idag en av de mindre byarna på Kimitoön. Här finns bland annat en frisör, ett låsmuseum och ett nyligen öppnat kulturhus.
Byn var tidigare ett brukssamhälle med butiker, skolor för olika åldrar, bank, apotek och bibliotek samt bollhall gym och uteplaner för tennis, handboll och ishockey. Idag finns det fortfarande kvar en fotbollsplan som är FC Bodas hemmaplan.

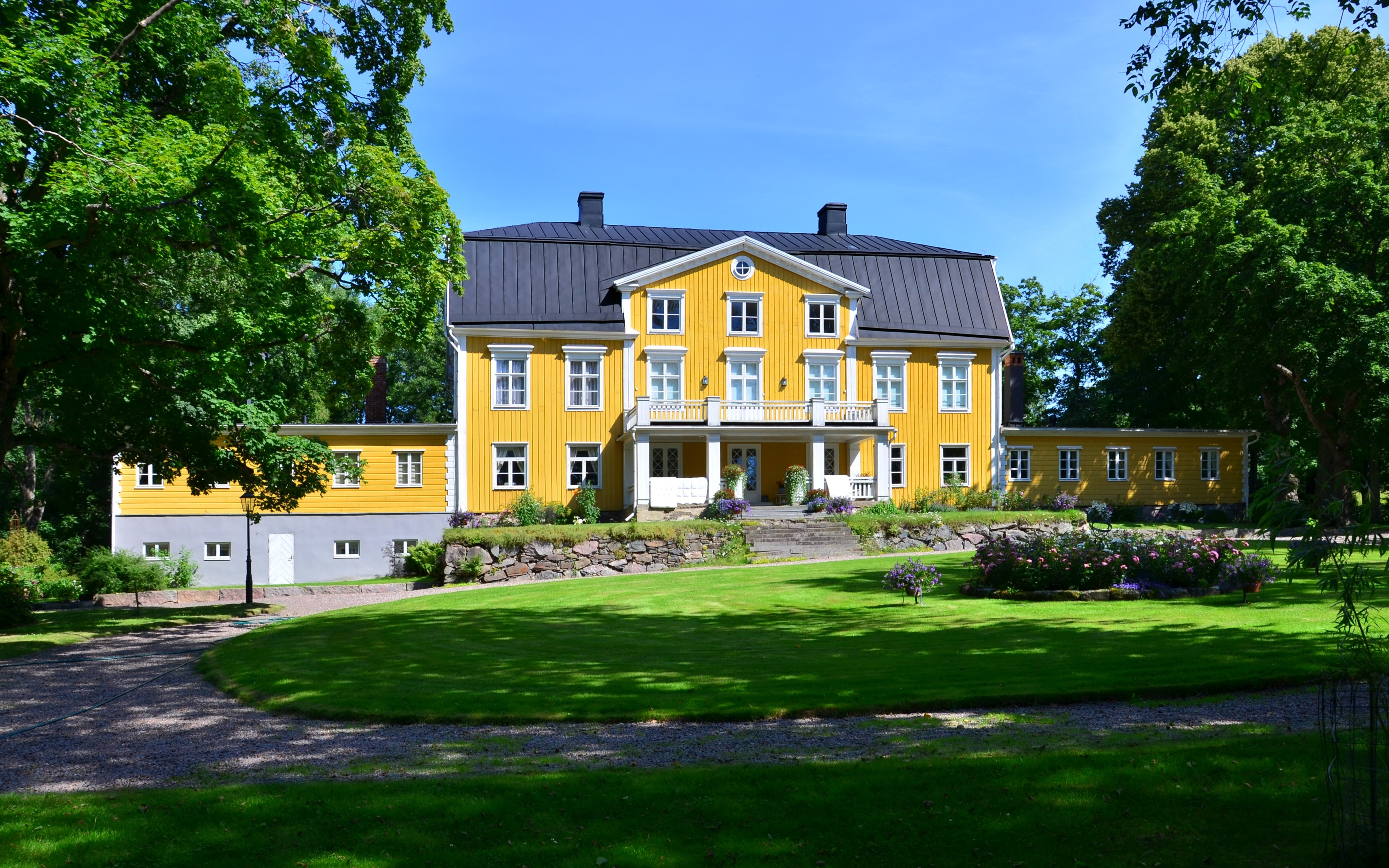
Björkboda herrgård.

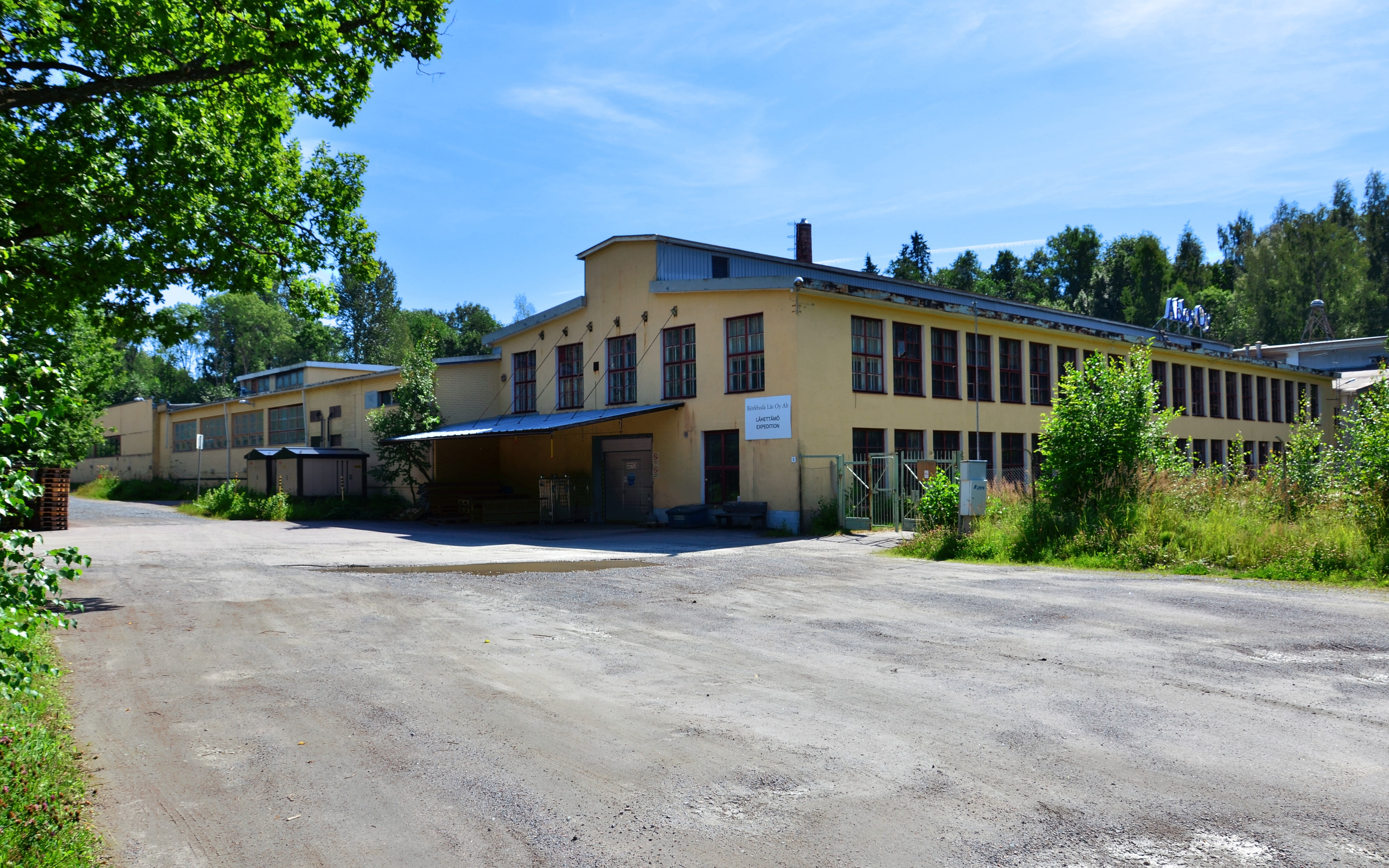
Björkboda låsfabrik.

## Björkboda bruk

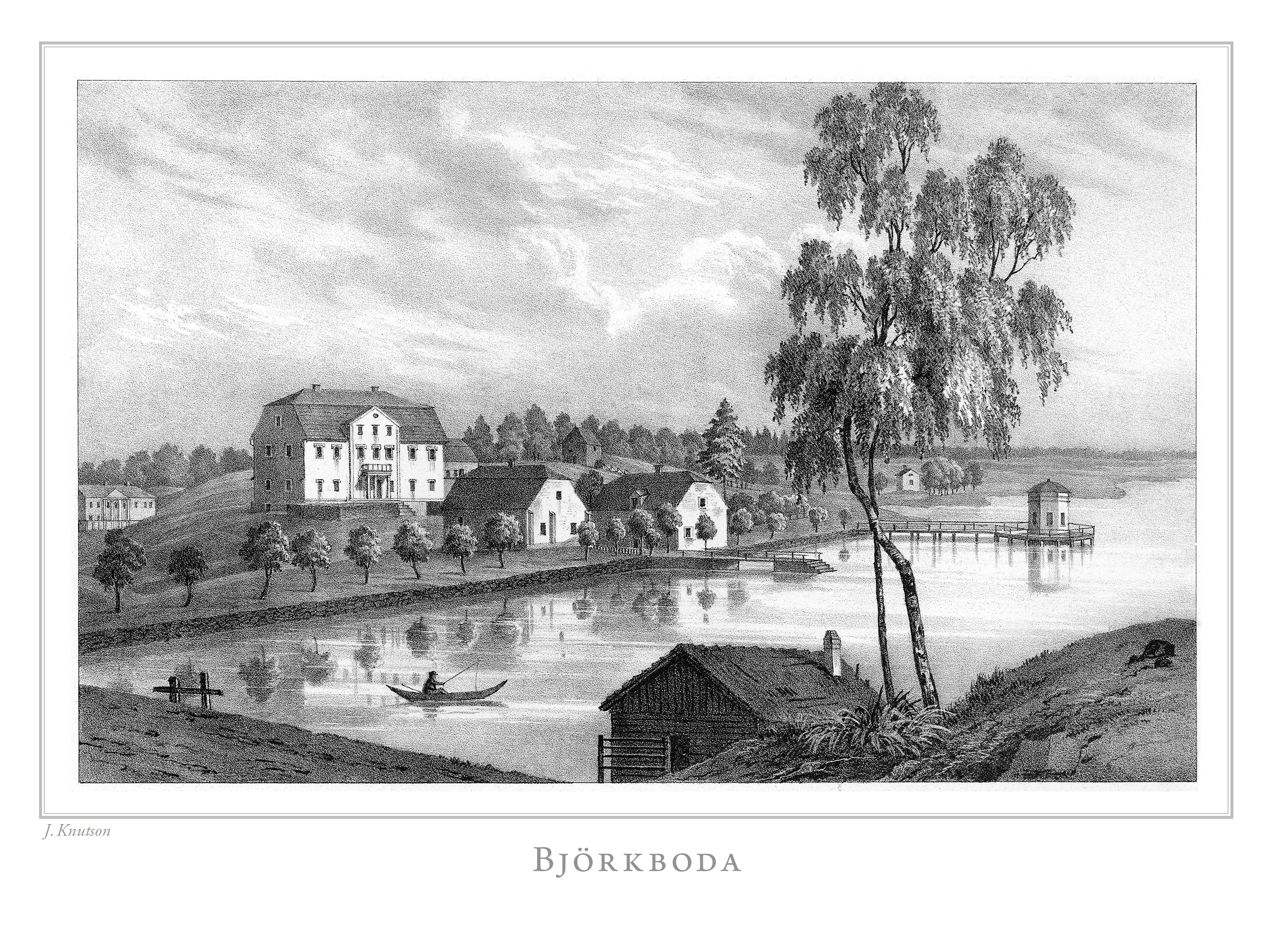
Litografi av Björkboda i Finland framstäldt i teckningar utgiven 1845-1852.

År 1732 grundade Mikael Hising ett järnbruk vid Björkboda träsk för att kunna utnyttja vattenkraften ifrån Björkboda fors. Samtidigt var han också ägare till Dalsbruks stålverk. År 1856 tillföll Björkboda bruk genom arvskifte Anders Ramsay som moderniserade bruket. Bland annat ersattes stångjärnshammaren av ett valsverk. År 1884 grundade bruksdirektör Gustaf Berg tillsammans med Otto Englund ett litet manufakturi i det gamla valsverket, främst för att kunna tillverka jordbruksverktyg, gångjärn och smidesprodukter.
År 1900 köptes bruket av Edvard Frisk som bildade aktiebolaget Björkboda bruk AB. Företaget tillverkade huvudsakligen lås och beslag och senare även persienner och gardinstänger. De nuvarande fabrikslokalerna byggdes 1922–1924. 1977 köpte Wärtsiläkoncernen majoriteten av aktierna i företaget som blev en del av det Wärtsilä-ägda företaget Abloy. Senast ingick Björkboda låsfabrik i koncernen Assa Abloy och tillverkade Abloy och Boda-produkter. Fabriken var nerläggningshotad tre gånger på 2000-talet och lades ner 2018.
Som minne av industrin finns produkter och historia bevarat i Björkboda Låsmuseum som tillhör Sagalunds museum och Dalsbruks bruksmuseum. I museet finns också ett exempel på hur en arbetarbostad kunde ha sett ut på 1970- talet.

## Björkboda herrgård
På 1780-talet uppfördes Björkboda herrgård ritad av Christian Friedrich Schröder. På 1840-talet tillkom två flyglar och herrgården är idag en av Finlands mest betydande gustavianska herrgårdsbyggnader. Idag tillhör gården Anna von Wendt.

### Noter

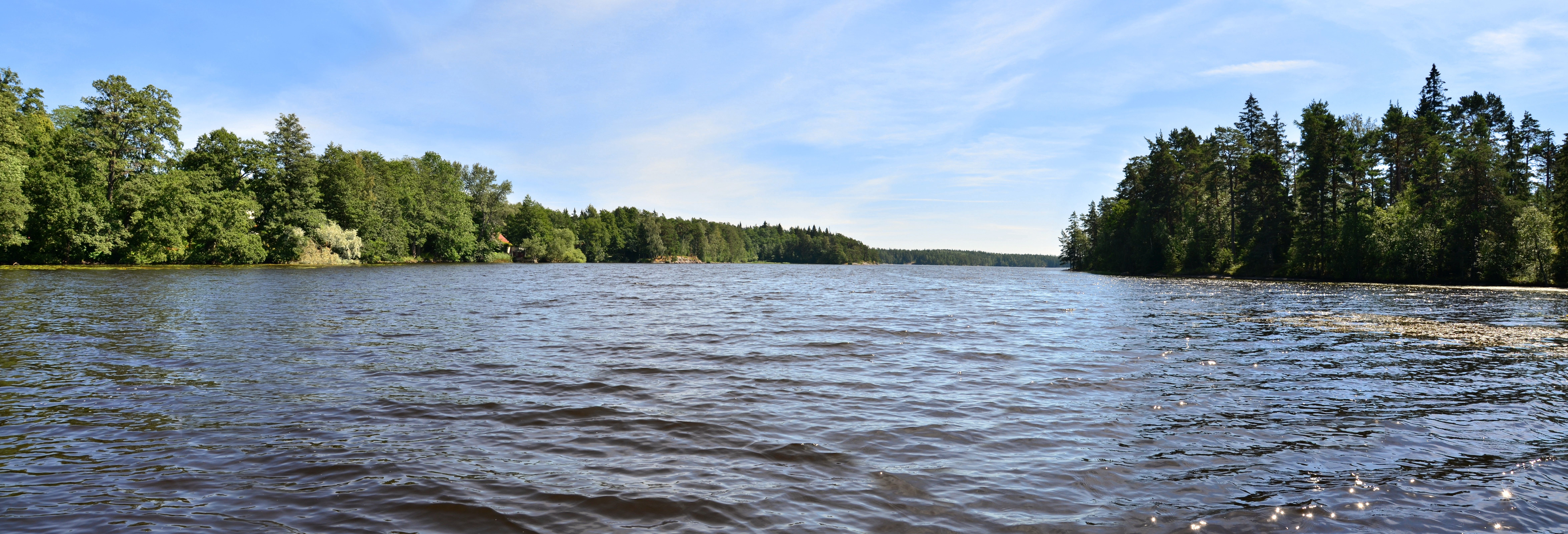
Björkboda träsk.